# Mihály Munkácsy

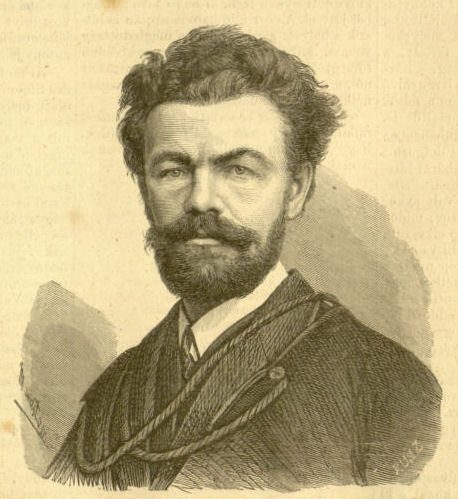
Munkácsy Mihály

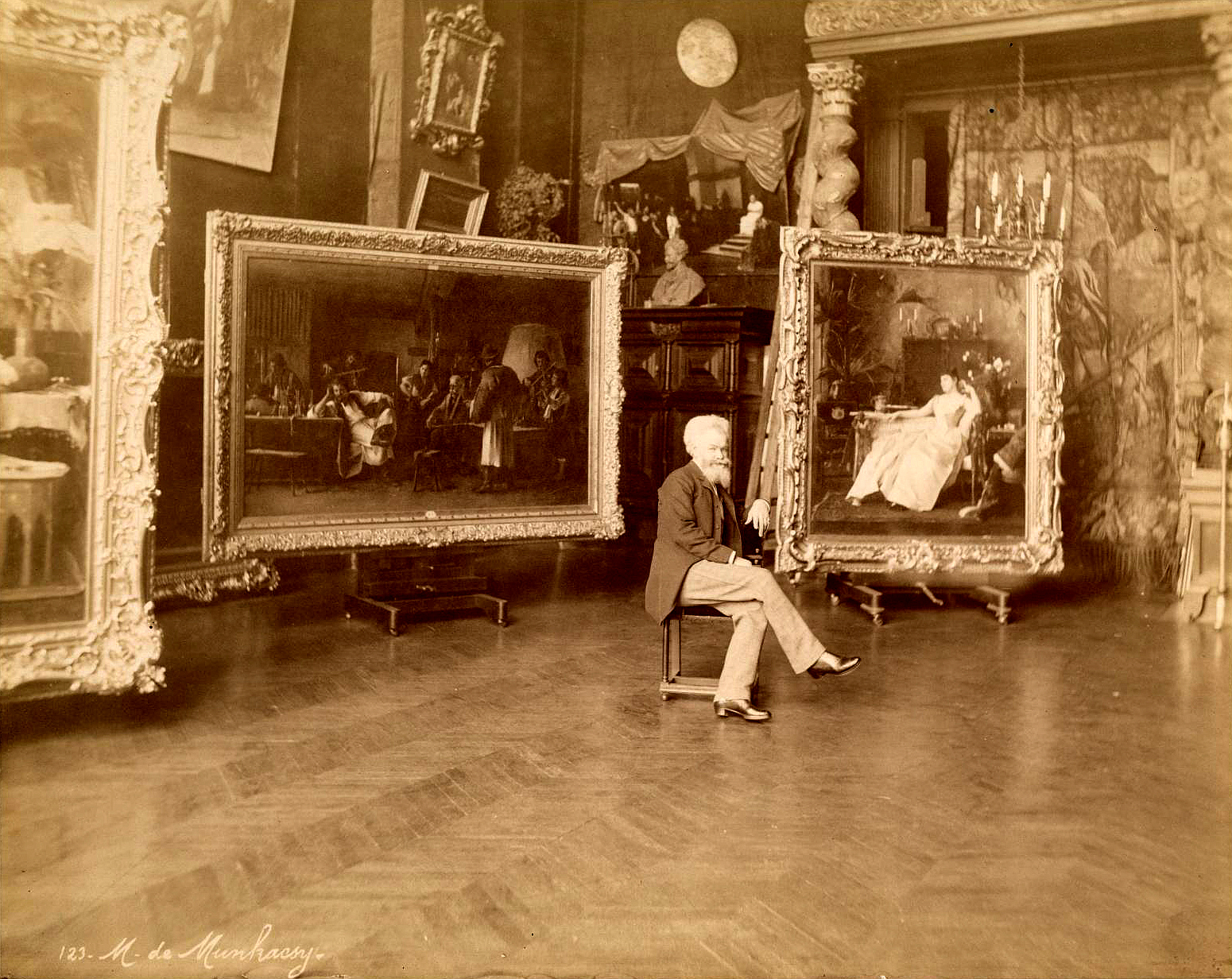
Mihály Munkácsy

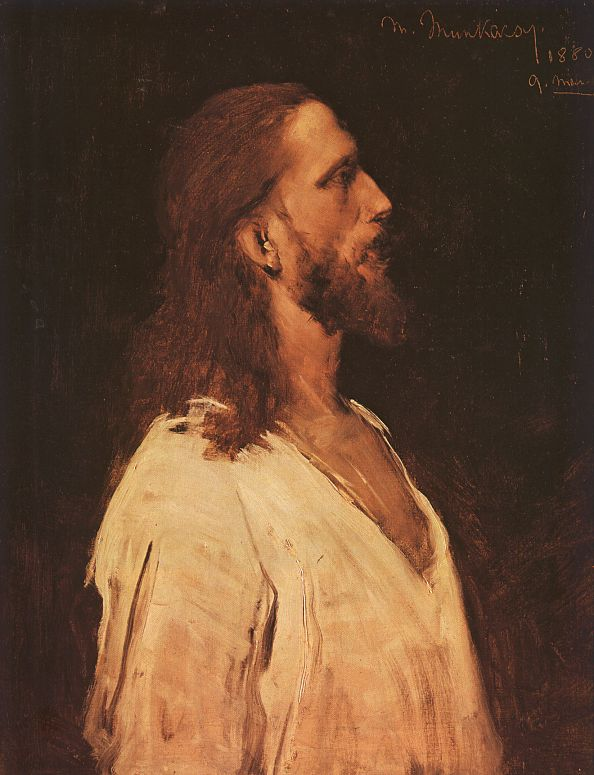
Jezus przed Piłatem

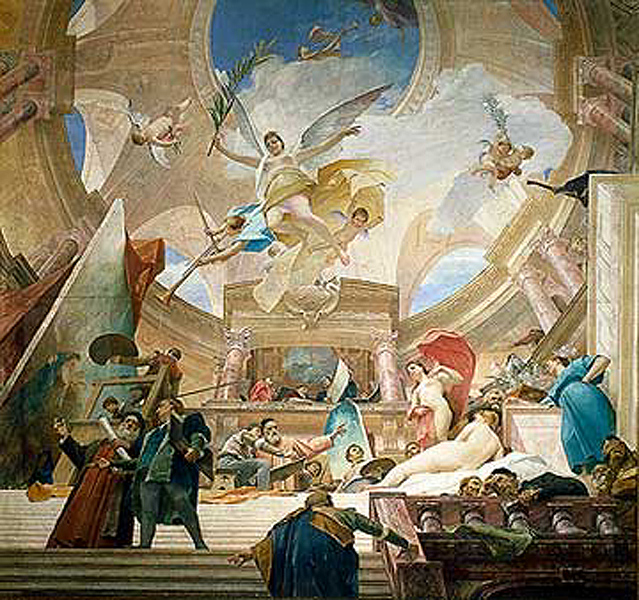
Plafon nad klatką schodową Muzeum Historii Sztuki w Wiedniu

Mihály Munkácsy (także Mihály von Munkácsy, niem. Michael Lieb) (ur. 20 lutego 1844 w Mukaczewie na Węgrzech, zm. 1 maja 1900 w Endenich (dzielnica Bonn)) – węgierski malarz-realista, twórca fresków.
Mihály von Munkácsy pochodził z osiadłej przed dwustu laty na Węgrzech bawarskiej rodziny. W roku 1863 przybrał nazwisko od nazwy miejsca urodzenia.
Początkowo przez cztery lata uczył się rzemiosła stolarskiego. W roku 1863 rozpoczął studia malarskie w Budapeszcie, od roku 1864 na Akademii Sztuk Pięknych w Wiedniu. Studia kontynuował w latach 1866–1868 w Monachium, w latach 1868–1870 w Düsseldorfie. 
Lata 1872–1896 spędził w Paryżu, gdzie wystawiał obrazy na salonach malarstwa.
Munkácsy tworzył niewielkie krajobrazy w stylu szkoły z Barbizon, a także sceny rodzajowe, martwe natury i portrety. 
Wczesne dzieła Munkácsy’ego były poświęcone walkom narodu węgierskiego o wolność. Od przeniesienia do Paryża zaczął tworzyć obrazy przeznaczone dla konserwatywnej publiczności. W roku 1874 poślubił zamożną Baronessę de Marches, co zapewniło mu życie w dostatku. Dopiero pod koniec życia powrócił do młodzieńczych ideałów społecznych i politycznych.
W sierpniu 1887 został odznaczony ustanowioną wówczas Odznaką Honorową za Dzieła Sztuki i Umiejętności.